# رانهیلد گولبراندسن
رانهیلد گولبراندسن (نروژی: Ragnhild Gulbrandsen؛ زادهٔ ۲۲ فوریهٔ ۱۹۷۷) بازیکن فوتبال اهل نروژ بود.
وی به‌همراه تیم ملی فوتبال زنان نروژ در بازی‌های المپیک تابستانی ۲۰۰۰ به مقام قهرمانی دست پیدا کرده‌است.